# Djazz Chambertin
Djazz Chambertin, née le 24 juin 1997 à Ravenne (Italie), est une joueuse internationale française de handball, jouant au poste d'arrière gauche au pour le club roumain du Rapid Bucarest. Elle se distingue notamment par sa défense.
Elle est la fille de Laurent Chambertin et de Sylvie Chambertin, ancienne handballeuse et c'est ainsi parce que son père jouait alors à Ravenne qu'elle y est née.

## Biographie
Après avoir commencé le handball à l'âge de neuf ans dans le club de la commune de Suze-la-Rousse, Djazz Chambertin rejoint en 2012 le Bourg-de-Péage Drôme Handball, qui évolue alors en Championnat de France de Nationale 1.  
En 2014-2015, à 18 ans, elle joue pour le club de Savoie HBC La Motte-Servolex, toujours en Nationale 1. Elle dispute 16 matchs de championnat, et inscrit plus de 4 buts par match en moyenne. 
A la fin de la saison 2015, elle rejoint l'OGC Nice. Les premières saisons, elle joue principalement l'équipe réserve qui évolue au Nationale 1 et est parfois appelée à jouer pour l'équipe première, pensionnaire de la Division 1. C'est surtout à partir de la saison 2020-2021 que Chambertin intègre exclusivement l'équipe première, qui termine à la sixième place. Lors de la saison 2022-2023, elle tient un rôle majeur dans le redressement de l'OGCN, replacé en milieu de tableau après un début de saison au point mort, et a ainsi convaincu le Metz Handball de la recruter.
Elle évolue sous les couleurs du Metz Handball à partir de la saison 2023-2024, pendant laquelle elle dispute pour la première fois la ligue des champions. En novembre 2023, elle est sélectionnée pour la première fois en équipe de France lors du Tournoi de France. En club, elle contribue au doublé Coupe-Championnat ainsi qu'à la quatrième place en ligue des champions. En 2024-2025, elle contribue à un nouveau doublé Coupe-Championnat.
En janvier 2025, elle annonce quitter le club à la fin de la saison pour rejoindre le club roumain du Rapid Bucarest.

## Palmarès

### En club
Sauf précision, le palmarès est obtenu avec le Metz Handball
- Ligue des champions (C1) :
  - 4e place en 2024 et 2025

Compétitions nationales
- vainqueure du Championnat de France (2) : 2024 et 2025
- vainqueure de la Coupe de France (2) : 2024 et 2025